# Франки Джонас
Франклин Натаниъл „Франки“ Джонас (на английски: Franklin Nathaniel „Frankie“ Jonas; род. 20 септември 2000 в Риджууд) е американски актьор, който има странична роля в оригиналния сериал на Disney Channel, Jonas L.A.. Тримата му по-големи братя, Кевин, Джо Джонас и Ник, участват в поп групата Jonas Brothers. Франки споделя главната роля във филма Ponyo със Ноа Сайръс.

## Биография
Франки е роден в Риджууд, Ню Джързи, син на Дениз и Пол Кевин Джонас и по-малък брат на Кевин Джонас, Джо Джонас и Ник Джонас от групата Jonas Brothers.
През 2009 Франки участва в японския анимационен филм, Ponyo, чиято премиера е на 14 август 2009. По-късно през годината започват появите му като страничен герой в сериала Jonas L.A.. Отново през 2009 Франки печели наградата за изгряваща звезда на Teen Choice Awards.
Франки участва в Camp Rock 2: The Final Jam заедно с братята си като Тревър Кендал.
Франки често е наричан „Бонус Джонас“ или „Франк – Танкът“ (Frank The Tank).

## Дискография

### Сингли
| Година | Песен            | Изпълнител                 |
| ------ | ---------------- | -------------------------- |
| 2009   | Ponyo Theme Song | Франки Джонас и Ноа Сайръс |

### Видео клипове
| Година | Песен                        | Изпълнител                 |
| ------ | ---------------------------- | -------------------------- |
| 2008   | When You Look Me In The Eyes | Jonas Brothers             |
| 2009   | Fly With Me                  | Jonas Brothers             |
| 2009   | Ponyo Theme Song             | Франки Джонас и Ноа Сайръс |

## Филмография
| Година      | Телевизия                       | Роля                  | Забележка                                             |
| ----------- | ------------------------------- | --------------------- | ----------------------------------------------------- |
| 2010        | Jonas L.A.                      | Франки Лукас          | Главна роля                                           |
| 2008 & 2010 | Джонас Брадърс: Изживей мечтата | Себе си – главна роля | Риалити шоу                                           |
| Година      | Филм                            | Роля                  | Забележки                                             |
| 2009        | Ponyo                           | Сосуке                | Първа филмова роля Главна роля споделена с Ноа Сайръс |
| 2009        | Нощ в музея 2                   | Дете в музея          | Малка роля                                            |
| 2010        | Camp Rock 2: The Final Jam      | Тревър Кендал         | странична роля                                        |
| 2011        | Brotherhood                     | Франки Джонас         | Главна роля, споделена с Кевин, Джо и Ник Джонас      |

## Награди
| Година | Награда            | Категория                    | Получател     | Резултат  |
| ------ | ------------------ | ---------------------------- | ------------- | --------- |
| 2009   | Teen Choice Awards | Choice TV Breakout Star Male | Франки Джонас | Спечелена |